# Hockliffe
Hockliffe – wieś w Anglii, w hrabstwie ceremonialnym Bedfordshire, w dystrykcie (unitary authority) Central Bedfordshire. Leży 25 km na południe od centrum miasta Bedford i 57 km na północny zachód od centrum Londynu. W 2020 miejscowość liczyła 1078 mieszkańców.